# Hermann Fränkel
Hermann Ferdinand Fränkel (Berlino, 7 maggio 1888 – Santa Cruz, 8 aprile 1977) è stato un filologo classico tedesco naturalizzato statunitense.
Insegnò greco antico alla Stanford University fino al 1953.

## Biografia
Discendente da una famiglia di accademici (il padre Max era anch'egli un filologo e grecista; il figlio, Hans, sarebbe diventato un importante studioso di letteratura cinese, che insegnò a Yale) Fränkel compì studi classici a Berlino, Bonn e Gottinga. Divenne poi lettore a Gottinga, ma gli venne negata la cattedra di professore dopo l'avvento del nazismo in Germania. Per eludere la crescente discriminazione razziale del nazismo, Fränkel emigrò negli Stati Uniti nel 1935. Lì, in breve tempo, gli venne offerta una cattedra all'Università di Stanford. Nello stesso tempo divenne professore ospite all'Università della California ed alla Cornell University.
Fränkel diede un importante contributo alla poesia in greco antico e all'interpretazione della filosofia. Produsse importanti studi su Ovidio e la poesia greca e l’edizione critica di Apollonio Rodio per gli Oxford Classical Texts.

## Opere
- 1921 - Die homerischen Gleichnisse, Göttingen, Vandenhoeck & Ruprecht.
- 1930 - Parmenidesstudien, Berlino, Weidmannsche Buchhandlung.
- 1945 - Ovid: A Poet Between Two Worlds, Berkeley, University of California Press.
- 1951 - Dichtung und Philosophie des frühen Griechentums, New York, American Philological Association.
- 1955 - Wege und Formen frühgriechischen Denkens, Monaco, Beck.
- 1957 - Wege der Wissenschaft zur Wirklichkeit, Friburgo, H.F. Schulz.
- 1961 - Apollonius Rhodius: Argonautica, Oxford, Oxford University Press.
- 1964 - Einleitung zur kritischen Ausgabe der Argonautika des Apollonios, Göttingen, Vandenhoeck & Ruprecht. [le pp. 123–154 sono tradotte in H. F., Testo critico e critica del testo, a cura di Carlo Ferdinando Russo, traduzione di Luciano Canfora, Firenze, Le Monnier, 1969 (2ª ed. ampliata 1983)]
- 1968 - Noten zu den Argonautika des Apollonios, Monaco, Beck.
- 1974 - Grammatik und Sprachwirklichkeit, Monaco, Beck.